# Ассоциация ивуарийских женщин
Ассоциация ивуарийских женщин (фр. 'Association des femmes ivoiriennes, AFI) — это неправительственная организация в Африке.
Ассоциация основана в 1963 году в Кот-д’Ивуар. Основательница этой организации — Мари-Терез Уфуэ-Буаньи. Ассоциация составляла женское крыло Демократической партии Кот-д'Ивуара.

## История
Ассоциация была основана в 1963 году первой леди Кот-д'Ивуара Мари-Терезой Уфуэ-Буаньи взамен «Женского комитета», ранее активного женского крыла Демократической партии Кот-д'Ивуара. Уфуэ-Буаньи была почётным президентом ассоциации. Жанна Жерве была первым вице-президентом ассоциации, а позднее стала её президентом. Глэдис Анома была её генеральным секретарем. В 1976 году ассоциация успешно лоббировала назначение Жерве министром правительства по делам женщин. Одним из президентов ассоциации была Мартина Джибо. После нескольких лет параллельного существования с партией ассоциация официально присоединилась к Демократической партии Кот-д'Ивуара в 1977 году. 

## Критика
Ассоциация иногда подвергалась критике за подчинение женского движения политике Демократической партии Кот-д'Ивуара, ограничив свою деятельность теми мероприятиями, которые считались подходящими для женщин, оставив при этом «истинную политику» для мужчин-лидеров партии. 

## Общественная деятельность
Ассоциация поддерживала детские дома, организовывала конференции по вопросам брака, отправляла представителей на международные конференции. Известна так же роль ассоциации в продвижении юридических и экономических прав женщин.